# Мещерское Озеро (микрорайон)
Мещерское озеро (в просторечии — Меще́ра, Меще́рка) — жилой массив в Канавинском районе Нижнего Новгорода, объединяющий в себе несколько микрорайонов. Расположен вдоль берега Волги. Получил свое название от Мещерского озера — памятника природы областного значения, вокруг которого был построен. Застроен преимущественно панельными домами переменной этажности (5-24).

## История
Строительство микрорайона началось в 1975 году на месте бывшей Нижегородской ярмарки. Исторически она располагалась в пойме Волги и была подвержена сезонным паводкам. Поэтому для возведения жилого массива по плану градостроителей были произведены масштабные подготовительные работы и оформление береговой линии. Был намыт пятиметровый слой песчаного грунта, проведено укрепление берега и устроена набережная.
Северо-восточная часть района — Экспериментальный Жилой Комплекс (ЭЖК), проектировалась совместно с архитекторами из Магдебурга (ГДР). Специально для возведения ЭЖК в Сормовском районе был построен завод крупнопанельного домостроения и разработана оригинальная серия панельных домов переменной этажности с незаурядной архитектурой и современными планировками квартир. К началу 1990-х годов было построено около половины запроектированных зданий ЭЖК, с организованной инфраструктурой и детскими образовательными учреждениями, после чего строительство остановилось. И микрорайон долгие годы существовал в незаконченном виде, с отсутствием дорог и плохой транспортной доступностью. В 1993 году в здание Дома торжеств на Мещерском бульваре переехал театр «Вера», силами сотрудников была оборудована сцена и зрительный зал на 150 человек. В 2000-х годах вдоль улицы Бетанкура, на Мещерском бульваре и ближе к Борскому мосту были возведены новостройки, появился ЖК «Волжские огни».
Но кардинальные изменения в благоустройстве района начались лишь во второй половине 2000-х со строительством жилого комплекса «Седьмое небо» и использованием административного ресурса. Архитектурно не связанный с ЭЖК, новый комплекс возник на его пустовавшей территории. Одновременно с ЖК были построены ТРЦ «Седьмое небо» с кинотеатрами, гипермаркетами и фитнес центром. Построены детские сады и физкультурно-оздоровительный комплекс. Преобразования продолжились благодаря проведению чемпионата мира по футболу в 2018. Стадион Нижний Новгород было решено построить в районе Стрелки. И Мещера, оказавшись в числе прилегающих к стадиону территорий, была основательно обустроена к чемпионату. В соответствии с планом был построен новый мост через Волгу, открыта станция метро «Стрелка», построены новые подъездные автодороги и развязки, преобразилась территория Стрелки, набережная Волги, вдоль которой возникли пешеходные и велодорожки. Вокруг самого Мещерского озера были организованы спортивные площадки и зоны отдыха. Реконструирован и открыт «Вера». Несмотря на многоэтажную застройку, на сегодняшний день, жилой массив Мещерское озеро является одним из самых благоустроенных микрорайонов в городе.
Часто Мещерой или Мещерами (во мн. ч.) нижегородцы называют всю территорию Канавинского района, лежащую вокруг Мещерского озера — между Волгой на севере и железнодорожной линией на юге, Борским мостом на западе и улицей Бетанукра на востоке.

## Галерея
- Прогулочная зона на набережной Мещерского озера
- Дом по улице Сергея Акимова, 1985 год
- Экспериментальный жилой комплекс (ЭЖК)
- Жилой комплекс «Седьмое небо»
- Стадион «Нижний Новгород»
- Театр «Вера»

## Транспорт
На территории микрорайона построена станция метро  Стрелка, в перспективе запланировано строительство перегона до станции «Волга».
- Автобусные социальные маршруты:
  - 7:  Стрелка — мкр. Юг
  - 9: Красное Сормово — ул. Космическая
  - 18: завод Лазурь — мкр. Верхние Печёры (ул. Богдановича)
  - 22: мкр. Бурнаковский — Автовокзал «Щербинки»
  - 38:  Стрелка — мкр. Соцгород II
  - 41:  Стрелка — мкр. Цветы
  - 52: ул. Левинка — площадь Минина и Пожарского
  - 57:  Стрелка — пос. Дубравный
  - 66:  Стрелка — Автовокзал «Щербинки»
  - 67:  Стрелка — ул. Космическая,
  - 69:  Стрелка — мкр. Юг
  - 70: ТРЦ «Седьмое Небо» — мкр. Кузнечиха II,
  - 74: мкр. Бурнаковский — Верхние Печёры (ул. Богдановича),
- Маршрутное такси:
  - т24: 5-й мкр. Сормова — мкр. Верхние Печёры (Академическая)

- Троллейбусные:
  - 3: Мещерское озеро — ж/д платформа Чаадаево (работает в будние дни, в часы пик)
  - 5: Мещерское озеро — мкр. Комсомольский
  - 10: Мещерское озеро — Агрокомбинат «Горьковский»
  - 25: Мещерское озеро — мкр. Сортировочный